# Кларк, Франк Уиглсуорт
Франк Уиглсуорт Кларк (англ. Frank Wigglesworth Clarke; 19 марта 1847, Бостон — 23 мая 1931, Вашингтон) — американский геохимик. 
Член Национальной академии наук США (1909), член Американской академии искусств и наук (1911).

## Биография
Кларк окончил Гарвардский университет в 1867 году, в период с 1874 года по 1883 год преподавал в университете Цинциннати. С 1883 года по 1924 год он был главным химиком Геологической службы США.
Основные труды посвящены определению состава различных неорганических природных образований и земной коры в целом. Кларк первым рассчитал средний состав земной коры.
Средние концентрации элементов в геохимических системах (литосфера, гидросфера, педосфера и пр.) по инициативе академика А.Е. Ферсмана названы в его честь кларками.
В честь Кларка назван также урансодержащий минерал кларкеит.

## Сочинения
- Data of geochemistry, 5 ed., Wach., 1924;
- The composition of the Earth’s crust, Wash., 1924 (совм. с H. S. Washington);
- The evolution and disintegration of matter, Wash., 1924.